# 사회민주당 (영국)
사회민주당(社會民主黨, Social Democratic Party)는 영국의 중도주의 정당이었다. 사회자유주의를 지향하며, 독일의 사회적 시장경제를 모티브로 한 경제, 선거 개혁, 분권화, 유럽 통합을 추진한다.
소위 4인조라 불리는 노동당 중진 온건파 4인 (로이 젱킨스, 데이비드 오웬, 빌 로저스, 셜리 윌리엄스)가 1981년 3월 26일 창당하였다.
한편 4인조 중 하나인 셜리 윌리엄스는 1979년 총선에서 낙선하였고, 1981년 라임하우스 선언을 발표한 인물이었으며 오웬과 로저스는 영국 하원의 국회의원, 젱킨스는 1977년 유럽 집행위원회 위원장이 되기 위해 영국 의회에서 나간 상태이다. 이들은 1981년 1월 웸블리 회의의 결과로 노동당에서 탈당했고, 이 회의는 일방적인 핵 군축과 유럽 경제 공동체로부터의 철회를 결의했다. 이들은 노동당에 트로츠키주의자가 유입되었다고 주장했다.
사회민주당은 1983년과 1987년 총선에 자유당과 정당 연합인 사회민주당-자유당 동맹을 결성하여 20석이 넘는 의석을 확보하여 자유당과 함께 제3당의 자리에 올랐으며, 1988년에는 자유당과 합당하여 자유민주당이 되었다. 한편 소수파들은 오웬이 대표로 있는 잔류 사민당에 입당하기 위해 탈당했으며, 그 이후의 사민당은 현재 중도주의 정당인 상태로 계속 남아있다.

## 선거 결과
| 선거        | 당대표        | 투표 수   | 투표 수 | 의석 수 | 의석 수 | 위치 | 집권 정당 |
| 선거        | 당대표        | #         | %       | #       | ±       | 위치 | 집권 정당 |
| ----------- | ------------- | --------- | ------- | ------- | ------- | ---- | --------- |
| 1983년 총선 | 로이 젱킨스   | 3,507,803 | 11.5%   | 6 / 650 | 6       | 4위  | 야당      |
| 1987년 총선 | 데이비드 오웬 | 3,168,183 | 9.7%    | 5 / 650 | 1       | 4위  | 야당      |

## 역대 대표
| # | #    | 이름 (탄생-사망)                | 그림 | 선거구            | 임기 기간       | 사임 기간       |
| - | ---- | ------------------------------- | ---- | ----------------- | --------------- | --------------- |
|   | 초대 | 로이 젱킨스 (1920년-2003년)     |      | 글래스고 힐헤드   | 1982년 7월 7일  | 1983년 6월 13일 |
|   | 2대  | 데이비드 오웬 (1938년-)         |      | 플리머스 데본포트 | 1983년 6월 13일 | 1987년 8월 6일  |
|   | 3대  | 로버트 머클레넌 (1936년-2020년) |      | 갈리브앤서덜란드  | 1987년 8월 29일 | 1988년 3월 3일  |

## 같이 보기
- 변화를 위한 무소속 연합
- 자유민주당
- 사회민주당 (영국, 1990년)